# Сивагли
Сивагли — упразднённое село в Шимановском районе Амурской области России. На момент упразднения входило в состав Чагоянского сельсовета. Исключено из учётных данных в 2001 году.

## География
Село располагалось на левом берегу реки Зея в месте впадения в неё реки Сивагли, на расстоянии примерно 5 километров (по прямой) к северу от села Чагоян.

## История
По данным 1926 года в Сивагли имелось 5 хозяйств (3 крестьянского типа и 2 прочих) и проживал 21 человек (10 мужчин и 11 женщин). В национальном составе населения преобладали русские. В административном отношении входило в состав Чагоянского сельсовета Свободненского района Амурского округа Дальневосточного края.
23 февраля 2001 года решением законодательного собрания Амурской области было принято решение об исключении села из учёта.